# Número de Biot

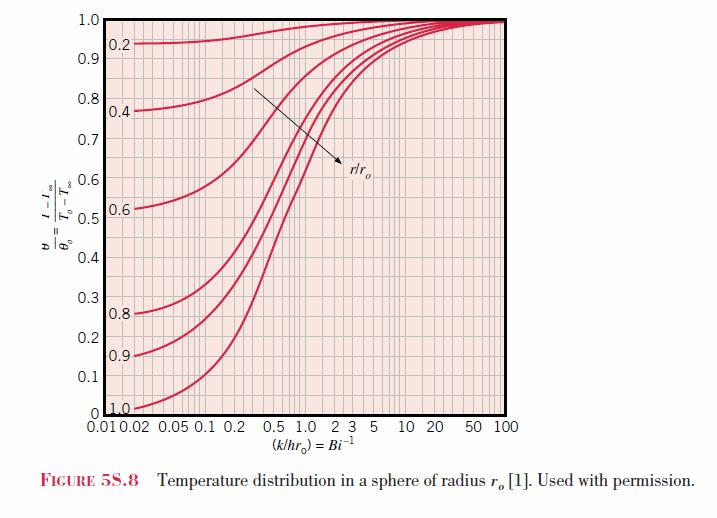
Diagrama de Heisler para esfera

En transmisión de calor, el número de Biot (Bi) es un número adimensional que relaciona la transferencia de calor por conducción dentro de un cuerpo y la transferencia de calor por convección en la superficie de dicho cuerpo. 
El número de Biot tiene numerosas aplicaciones, entre ellas su uso en cálculos de transferencia de calor en disipadores de aletas. 

## Etimología
Su nombre hace honor al físico francés Jean Baptiste Biot (1774-1862). Biot en 1804, analizó la interacción entre la conducción en un sólido y la convección en sus superficies. 

## Simbología
| Símbolo                       | Nombre                    | Unidad     |
| ----------------------------- | ------------------------- | ---------- |
| {\displaystyle \mathrm {Bi} } | Número de Biot            |            |
| {\displaystyle h}             | Coeficiente de película   | W / (m² K) |
| {\displaystyle k}             | Conductividad térmica     | W / (m K)  |
| {\displaystyle \Delta T}      | Diferencia de temperatura | K          |
| {\displaystyle L}             | Longitud característica   | m          |
| {\displaystyle d}             | Dimensión de              | m          |

## Descripción

### Número de Biot (Transferencia de calor)
El número de Biot se define como:
{\displaystyle \mathrm {Bi} ={\frac {\text{Transferencia de calor por convección}}{\text{Transferencia de calor por conducción}}}}
{\displaystyle \mathrm {Bi} ={\frac {h\Delta T\ (d^{2})}{k\Delta T\ (d^{2}/L)}}}
{\displaystyle \mathrm {Bi} ={\frac {hL}{k}}}
El significado físico del número de Biot puede entenderse imaginando el flujo de calor desde una esfera caliente sumergida al fluido que la rodea. El flujo de calor experimenta dos resistencias: la primera por conducción dentro del metal y la segunda por convección desde la esfera al fluido. Se presentan dos casos límite:
- en el caso de que la esfera fuera metálica y el fluido fuera agua, la resistencia por convección excederá a la de conducción y por tanto el número de Biot será inferior a uno;
- en el caso de que la esfera fuera de un material aislante al calor, por ejemplo espuma de poliuretano, y el fluido fuera igualmente agua, la resistencia por conducción excederá a la de convección y el número de Biot será superior a la unidad.

#### Aplicaciones
Si el número de Biot es: 
| {\displaystyle \mathrm {Bi} } | Para          |
| ----------------------------- | ------------- |
| < 0,1                         | Placas planas |
| < 0,05                        | Cilindros     |
| < 0,03                        | Esferas       |

Implica que la conducción de calor dentro del cuerpo es mucho más rápida que la convección en la superficie de éste. Esto indica la aplicabilidad del Método del Gradiente Nulo para la resolución de problemas de calor en el transitorio.
El número de Biot también aparece en las definiciones del método de las diferencias finitas usado  en los problemas de calor estacionarios multidimensionales.

### Número de Biot (Transferencia de materia)
Una versión análoga del número de Biot, llamada habitualmente número de Biot de transferencia de materia Bim, se utiliza también en procesos de difusión másica.
| Símbolo                | Nombre                                  | Unidad |
| ---------------------- | --------------------------------------- | ------ |
| {\displaystyle h_{m}}  | Coeficiente de transferencia de materia | m / s  |
| {\displaystyle L}      | Longitud característica                 | m      |
| {\displaystyle D_{AB}} | Coeficiente de difusión                 | m² / s |